# Eleftherios Venizelos

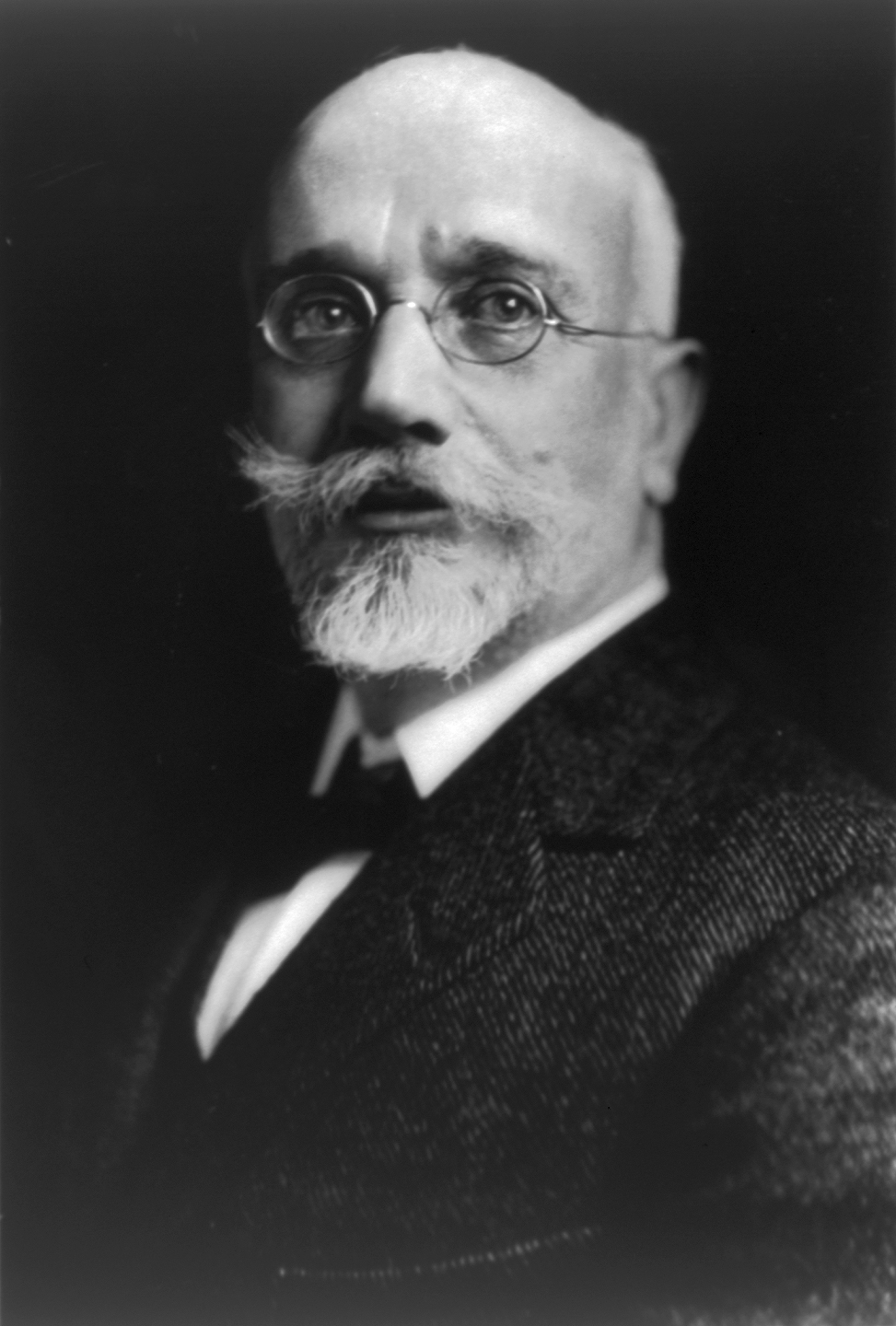
Eleftherios Venizelos

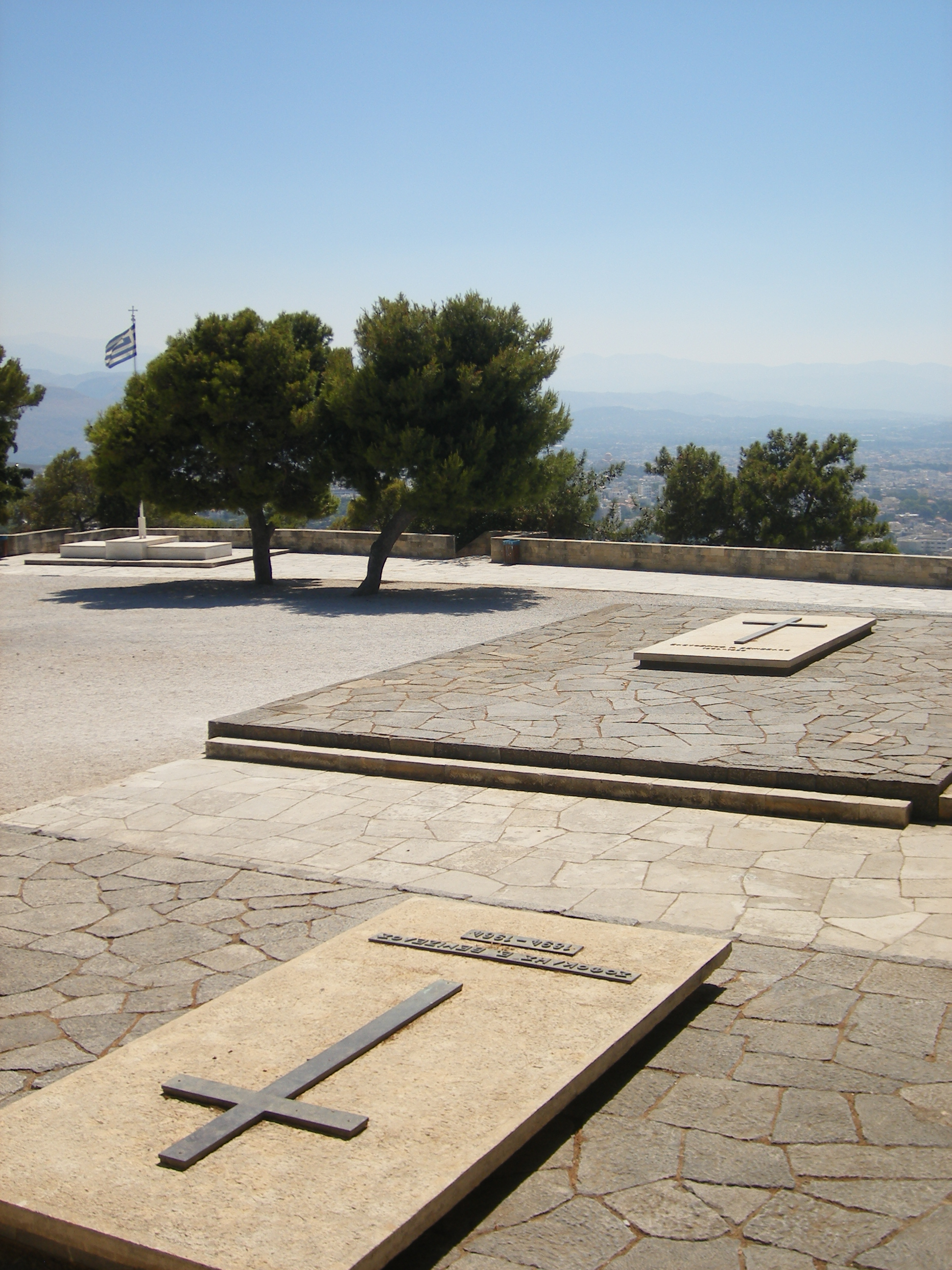
Venizelos' graf (Chania)

Eleftherios Venizelos (Grieks: Ελευθέριος Κυριάκου Βενιζέλος, Elefthérios Kyriákou Venizélos) (Mournies (Kreta), 23 augustus 1864 - Parijs, 18 maart 1936), was de belangrijkste Griekse staatsman van het begin van de 20e eeuw.
Venizelos werd geboren op Kreta dat destijds nog deel uitmaakte van het Ottomaanse Rijk, en begon zijn politieke carrière op dit eiland, na er eerst korte tijd advocaat en journalist te zijn geweest. Tijdens zijn politieke carrière slaagde hij erin (1913) om Kreta herenigd te krijgen met de rest van Griekenland.
In 1910 werd hij premier van Griekenland, zijn eerste ambtstermijn duurde tot 1915. Na die tijd is hij tweemaal herkozen (1917-20 en 1928-32).
Tijdens de Balkanoorlogen won zijn land veel terrein op Bulgarije en Turkije. Gedurende de Eerste Wereldoorlog gaf zijn land steun aan de geallieerden, die in ruil daarvoor de Grieken steunden bij hun territorale aanspraken, vooral op de westkust van Anatolië, om de Griekse bevolkingsgroep, die daar al sinds de Oudheid leefde, te beschermen. Dit leidde in 1918 tot de Grieks-Turkse Oorlog. In 1922, onder het bewind van koning Constantijn I, leed Griekenland een totale nederlaag; tijdens de bevolkingsuitwisseling tussen Turkije en Griekenland, ondertekend door Venizelos, werden de moslims in Griekenland en Grieks-Orthodoxen uit Turkije met elkaar uitgewisseld.
De decennia erna werd hij diverse malen als premier herkozen. Uiteindelijk werd hij in 1932 niet meer herkozen, en toen in 1935 bleek dat hij het herstel van de monarchie niet kon voorkomen, vertrok hij naar Frankrijk, waar hij in 1936 in de hoofdstad Parijs stierf.
Vanwege zijn enorme verdiensten voor Griekenland wordt Eleftherios Venizelos
afgebeeld op de Griekse euromunt van 50 lepta oftewel 50 eurocent, die in de meeste landen van de EU (2003) in omloop is als wettig betaalmiddel. Verder is om deze reden veel in Griekenland naar hem genoemd. Voorbeelden:
- De luchthaven van Athene heeft de naam Eleftherios Venizelos.
- Zeer veel straten en pleinen in Griekenland (maar ook wel in andere Europese landen) hebben Venizelos of Venizelou in hun naam.

Eleftherios Venizelos is geen voorzaat van de Griekse minister en vicepremier Evangelos Venizelos.
Eleftherios was wel de vader van Sophoklis Venizelos.